# Gabrielona
Gabrielona is een geslacht van weekdieren uit de klasse van de Gastropoda (slakken).

## Soorten
- Gabrielona nepeanensis (Gatliff & Gabriel, 1908)
- Gabrielona pisinna Robertson, 1973
- Gabrielona roni Moolenbeek & Dekker, 1993
- Gabrielona sulcifera Robertson, 1973